# Tony Blair
Sir Anthony Charles Lynton Blair (Edinburgh, 1953. május 6. –) az Egyesült Királyság miniszterelnöke 1997 és 2007 között. 2007. június 27-én lemondott miniszterelnöki tisztségéről, valamint parlamenti képviselői mandátumáról is. Új munkaköre szerint a közel-keleti békefolyamatok elősegítésében vett részt 2007 júliusától, a palesztin oldalon, 2015-ben történt lemondásáig.

## Élete
Tony Blair Skóciában, Edinburgh-ban Leo és Hazel Blair (lánykori nevén Corscadden) második fiaként látta meg a napvilágot. Apja, Leo Blair két angol színész, Charles Parsons és Mary Augusta Ridgway Bridson gyermeke, anyja, Hazel Corscadden pedig Írország Donegal megyéjéből, egy protestáns családból származik. Két testvére van: bátyja, William Blair (ügyvéd), és húga, Sarah.
Blair gyerekkorának első éveit Skóciában és Ausztráliában töltötte, ahonnan családja csak az ötvenes évek végén tért vissza Nagy Britanniába. Egy ideig Hazel Blair szüleinél, Glasgow mellett laktak, ahonnan Durhambe költöztek, apja ugyanis a Durhami Egyetemen lett óraadó. Blair az itteni Chorister Schoolban végezte középiskolai tanulmányait, majd a Fettes College-ban, egy híres edinburgh-i magániskolában tanult. Itt ismerkedett meg Charlie Falconerrel, akit későbbi politikai karrierje során lordkancellárrá is kinevezett. Az egyetemen diáktársai körében nagy népszerűségnek örvendett, példaképének Mick Jaggert nevezte meg. Tanárai azonban kevésbé voltak vele megelégedve. Egy alkalommal tévedésből még le is tartóztatták betörésért, mivel egy hosszabb éjszakai kimaradása után létrán próbált meg visszajutni a kollégiumba.

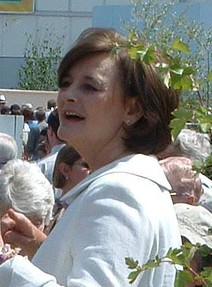
Tony Blair felesége, Cherie Booth

Fettesi diákévei után Blair egy évet Londonban töltött, ahol zenészként próbált szerencsét, egy rockegyüttesben, az Ugly Rumorsban játszott, egy évvel később azonban beiratkozott az Oxfordi Egyetem jogi karára a St. John’s College-ba. Ebben az időben Mary Harronnnal, az Amerikai Pszicho későbbi rendezőjével járt együtt. Miután Oxfordban végzett, a Lincoln’s Inn ügyvédi iroda tagja lett. Itt ismerkedett meg későbbi feleségével, Cherie Booth-szal, Tony Booth színész lányával. Életrajzírója, Rentoul megemlíti, hogy Blair ügyvédtársai szerint már ebben az időben a miniszterelnöki poszt elérését tűzte ki céljául – mindegy, hogy melyik párt színeiben.
Blair 1980. március 29-én vette feleségül Booth-t, egy hívő, és vallását gyakorló római katolikust. Négy gyermekük van: Euan, Nicky, Kathryn és Leo. Több mint 150 év után Leo (2000. május 20.) volt az első olyan gyermek, aki az éppen hatalmon lévő brit miniszterelnök törvényes gyermekeként született. Őt megelőzően utoljára Lord John Russel fia, Francis Russel (1849. július 11.) volt miniszterelnök apjának törvényes leszármazottja.
Bár Blairék szerették volna gyermekeiket megvédeni a médiától, Euan és Nicky iskolázása politikai vitákat szült, mivel szüleik a londoni katolikus Oratory Schoolban taníttatták őket, és nem a helyi, jóval gyengébb eredményeket felmutató islingtoni katolikus iskolában. A londoni iskolát ugyanis többször támadta a baloldal annak elitista tendenciái miatt. Tony Blair ugyanakkor rámutatott, hogy ő az első háború utáni miniszterelnök, aki gyerekeit állami, és nem magániskolába járatja. Szintén kritikák érték Blairt, mikor kiderült, hogy Euan magánórákat vesz a Westminster School tanáraitól.
Blair megválasztásáig Islingtonban lakott.
2007 végén, pár hónappal a miniszterelnöki székből való felállása után Tony Blair áttért a római katolikus hitre.

## Politikai pályafutásának kezdete
Blair nem sokkal azután, hogy 1975-ben befejezte egyetemi tanulmányait, csatlakozott a Munkáspárthoz. Az 1980-as évek elején a Hackney South and Shoreditch választókerületekben működött. Ekkor bevallása szerint a párt balközép részéhez tartozónak érezte magát. Ugyanitt – sikertelenül – jelöltette magát a Hackney-i Kerületi Tanácsba is. Apósán, Tony Boothon keresztül lépett kapcsolatba Tony Pendryvel, akit arra kért, hogy segítsen abban, hogy a párt parlamenti képviselőjelöltjeként indulhasson a választásokon. Ő azt tanácsolta neki, hogy induljon a legközelebbi időközi választáson Beaconsfieldben, ahol Pendry ismerte a párt helyi szervezetének vezetőjét. Itt a párt végül Blairt jelölte, a választáson azonban a szavazatoknak csupán 10%-át szerezte meg, viszont felfigyelt rá Michael Foot, a Munkáspárt vezetője. Ebben az időszakban Blair szocialistaként definiálta magát. Ebbe az időszakba enged bepillantást egy 1982 júniusában kelt levele.
1983-ban Blair tudomására jutott, hogy az újonnan létrehozott sedgefieldi választókerületnek még nincs munkáspárti képviselőjelöltje. Néhány képviselő kikerült a körzetből, mert megváltoztak a választókerületi határok. John Burton támogatásával megszerezte a helyi szervezet jóváhagyását, s az utolsó pillanatban felkerült a képviselő-jelöltségért indulók listájára, és az addigi képviselőjelölt, Les Huckfield elől megnyerte az indulás jogát. Burton később Blair egyik legnagyobb szövetségese és bizalmasa is lett.
Blair 1983-as választási programja megegyezett a Munkáspárt akkori programjával: felszólította a briteket, hogy lépjenek ki az Európai Unióból, bár maga egy választási konferencián úgy nyilatkozott, hogy személy szerint a tagság fenntartását pártolja. Mint a Campaign for Nuclear Disarmament (egy, a nukleáris fegyverzet leszereléséért létrehívott társaság) tagja támogatta a nukleáris fegyverzet egyoldalú leszerelését is. Mivel Sedgefield biztos munkáspárti választókerület volt, az országos választási vereség ellenére Blairt képviselővé választották. Kampányában mostohaapja barátnője, a közismert színész, Pat Phoenix is segítette.
Blair 1983. július 3-án tartotta szűzbeszédét a parlament alsóházában. „Én nem azért vagyok szocialista, mert intellektuális érdeklődés útján erre a belátásra jutottam, nem is puszta hagyománykövetésből, hanem azért, mert úgy gondolom, hogy csak az igazi szocializmus valósítja meg a racionális és egyszersmind morális életmódot. Együttműködésre, és nem konfrontációra hív, követésre, nem félelemre. Egyenlőségre.” A Munkáspárt alapító okiratában magát „demokratikus szocialista”, és nem szociáldemokrata pártként határozta meg. Blair maga javasolta, hogy a párt szocialista legyen, amikor a párt belső alkotmányának módosítása volt napirenden.

## Ellenzékben
Attól kezdve, hogy Blairt egyszer megválasztották, gyorsan jutott egyre előrébb, és 1984-ben már az árnyékkormány kincstárral foglalkozó tagjának a szóvivője volt. Vizsgálatot indíttatott a Bank of Englandnél amiatt a döntés miatt, amit a csődbemenő Johnson Matthey Bank ügyében 1985 decemberében hoztak, és gátolta a kormányt az Európai Gazdasági Közösség által kiadott, egy konzervatív képviselő által ellenjegyzett, a brit gazdaságpolitikát kritizáló jelentés ügyében. Ekkor Blairt a pártján belül elinduló, Neil Kinnock vezette reformmozgalom támogatta, s az 1987-es választásokat követően az árnyékkormány kereskedelmi és ipari csoportjának volt a szóvivője.
Az 1987 októberi tőzsdekrach után szintén megváltozott a róla kialakított vélemény, mikor a City kereskedőit inkompetensnek és morálisan kétesnek minősítette. Szintén kiállt amellett, hogy a harmadik szektor kis résztvevői jegyzett cégként ne juthassanak be a Londoni Értéktőzsdére. 1989-ben az árnyékkormányban az energiaügyekért felelős árnyékminiszteri poszt lett az övé. A következő évben megkapta a foglalkoztatásért felelős árnyékállamtitkárság vezetői helyét is. Ebben a pozíciójában érzékelte, hogy a munkavállalók jogait leíró szociális kartával a párt egyre kevésbé támogatja a kötelező szakszervezeti tagságot, így a munkaadók késztették a munkavállalókat a tagságra. 1989 decemberében jelentette be ezt a változást, s ezzel túltett a Munkáspárt jobboldali szárnyán. Mivel fiatal, a televízióban jól mutató tagja volt az árnyékkormánynak, a kommunikációs igazgató, Peter Mendelson nagy szerepet szánt neki. Első, nagyobb tömeg előtt előadott beszédekor 1990-ben, a Munkáspárt konferenciáján még nagyon zavart volt. Gyorsan beszélt, és jegyzeteiben sem találta, hogy melyik résznél tart.
Az 1992-es választásokat megelőzően Blair a párt arculatának megváltoztatásán munkálkodott. Az ő feladata volt a minimálbérrel kapcsolatos politika kialakítása. Már a tervezés elején figyelembe kellett vennie, hogy nagy ellenállásba fognak ütközni. A választási kampány alatt volt ebben a témakörben egy emlékezetes vitája egy óvoda tulajdonosával, aki szerint a politika végigvitele állásokba fog kerülni.
Mikor Neil Kinnock a Munkáspárt egymás után negyedik választási veresége után beadta lemondását, s a helyére John Smith került. Az új árnyékkormányban Blair az árnyék-belügyminiszteri posztot kapta meg. Ebben az időben a Munkáspártról az a vélemény alakult ki, hogy gyengék a bűnüldözés területén, így Blairnek most ennek a problémának a megoldásán kellett dolgoznia. Elfogadta, hogy a börtönök kapacitását növelni kell. A másik oldalon pedig a beleegyezési korhatárnál, a homoszexuális és a heteroszexuális közösülésnél fennálló különbséget akarta eltörölni. A halálbüntetés ellen érvelt. Gordon Brown szavaival fogalmazta meg politikáját: Kitartás a bűnüldözésben, kitartás az okok felderítésében.
1994-ben John Smith hirtelen szívrohamban meghalt. Blair legyőzte John Prescottot és Margaret Beckettet a pártelnöki választáson. Miután az ellenzék vezetője lett, a belügyeket felügyelő tanács tagjává is vált, s ehhez a pozícióhoz már cím is jár (Right Honourable).

### A Munkáspárt vezetője
Az 1994-es munkáspárti konferencián tartott beszédének a végén bejelentette, hogy a pártalkotmány egyik rendelkezését lecserélné a célokra és az értékekre. Ez magával hozta a termelési erőforrások köztulajdonba vételének törlését is. Ehelyett emelték be a rendelkezést arról, hogy a párt egy demokratikus szocialista párt. 1995 áprilisában ezt a lényegében jelentéktelen, de szimbolikájában annál jelentősebb megállapítást egy speciális konferencia helyben hagyta.
Azzal is újított a párt arculatán, hogy a munkásokat most már modern, versengő emberekként fogták fel. Ennek érzékeltetésére magukat nem hivatalosan már „Új Munkáspártnak” hívták, megkülönböztetésként a múltjától. Az átalakulás sok kritikát váltott ki, mind a másik politikai oldalról, mind saját tagságának köreiből. Mindenesetre sikerült megváltoztatni a társadalomban élő előítéletet. Az 1996-os pártkonferencián Blair bejelentette, hogy ha kormányra kerül, a három legfontosabb terület, amit fejleszteni akar, az „az oktatás, az oktatás és az oktatás”.
Részben a konzervatívok belső, főképp az Európai Unióval kapcsolatos megosztottságának köszönhetően a Munkáspárt megnyerte az 1997-es választásokat, Tony Blair pedig, mint a párt vezetője, miniszterelnök lett. Ezzel a győzelemmel 150 éve, Lord Liverpool után a legfiatalabb miniszterelnök lett. Pártjában az egyetlen ember, akit háromszor indítottak, és az egyetlen, aki munkáspárti színekben egy ciklusnál hosszabb ideig volt hatalmon.
A pártot Gordon Brownnal és Peter Mendelsonnal a brit politika közepe felé kormányozta és ő vezette be a „New Labour” kifejezést, amivel megkülönbözteti az ún. „modern szociáldemokráciától” pártját, ami elutasította a privatizáció visszafordítását és támogatja a piacgazdaságot, ellenben régi nézeteivel, amire a nacionalizálás és a Fabiánus szocializmus volt jellemző.

## Első ciklusa 1997 és 2001 között

### A Bank of England függetlensége
Rögtön hivatalba lépését követően Gordon Brown pénzügyminiszter megadta a Bank of Englandnek azt a jogot, hogy az irányadó kamatlábat a bank önállóan hozhatja meg. Ez a döntés kedvezően hatott a londoni székhelyű pénzügyi szolgáltatókra. Döntöttek arról is, hogy az első két évben a költségvetés hiánya nem lesz magasabb, mint amit a konzervatívok előre ígértek, s ezzel csökkentették a befektetőknek a kormány fiskális prudenciáját hiányoló érzéseit.

### Belpolitikája
Első ciklusának korai éveiben Blair a személyzetének csak egy kis, belső köreinek a politikai javaslatait fogadta meg, akik közül is sajtótitkárának és hivatalos szóvivőjének, Alaster Campbellnek a véleményére adott a leginkább. Vitatható módon, de megengedte neki, hogy utasítsa azokat a közalkalmazottakat, akiket ezt megelőzően csak valamelyik miniszter utasíthatott. Elődjeivel ellentétben Campbellt a politika nevezte ki, és nem járta végig a ranglétrát. Nyílt politikai szerepe ellenére fizetését a közpénzekből közalkalmazottként kapta. Egyike volt a politikailag kinevezett alkalmazottaknak, akik miatt féltették az eddig értékként kezelt politikai semlegességet.
A belföldi politizálásban Blair jelentősen megemelte az egészségügyre és az oktatásra költött összegeket, amik nagymértékű strukturális reformokkal jártak együtt ezeken a területeken. Szintén az ő időszaka alatt vezették be a minimálbért, az alkotmány megreformálása, Skócia és Wales jogainak szélesítése, az északír békéhez vezető tárgyalások felgyorsulása is kormányzásához kapcsolható.
Egyik legfontosabb politikai eseménye a ciklusnak az 1998. április 10.én meghozott belfasti megállapodás (más néven nagypénteki megállapodás). Történtek már erőfeszítések Észak-Írország békéjének helyreállításáért az előző miniszterelnök, John Major hivatali ideje alatt is, de ez a megállapodás semmis lett, amint az IRA az 1990-es évek közepén felmondta a tűzszünetet. A nagypénteki megállapodásban a legtöbb északír párt a brit és az ír kormánnyal közösen megegyezett egy rendkívül békés és demokratikus kormányzási keretben, mely Észak-Írországban új szervezetek létrejöttéhez vezetett.
Blair első időszakában nagymértékben módosultak az ország működésének keretei. 1998-ban bevezették az emberi jogok törvényét (Human Rights Act). Felállították a skót parlamentet és a walesi népgyűlést. 1999-től a testületet szabályozó törvény értelmében csak 92 örökletes főnemesi cím viselője lehet tagja a Lordok Házának. 2000-ben hozták létre a Nagy-London Tanácsát és a London polgármestere címet. Ugyanennek az évnek a végén fogadták el az információszabadság törvényét (Freedom of Information Act), de ennek rendelkezései csak a következő évben léptek életbe.
Ebben a ciklusban a homoszexuálisoknál is 16 évre csökkentették a beleegyezési korhatárt. Egy 2005-ös törvény elismerte az azonos neműek együttélését.
A Millenium Dómmal kapcsolatos intézkedései kevésbé voltak biztosak. A hatalomra kerülő kormány nagymértékben kibővítette a projektet. Ezzel együtt növelte az elköltendő pénzösszeget is. Nyilatkozatában a megnyitó előtt a dóm nagyszerűségeiről, a BBC tudósítója, Robert Orchard pedig a politikai hozadékáról beszélt.

### Külpolitikája
1999-ben Blair tervezte és vezényelte le a koszovói háborút. Míg ellenzékben a konzervatívokat a boszniai háborúban tanúsított gyengesége miatt kritizálta, ő siettette a NATO-nál, hogy Slobodan Miloševićet minél hamarabb ítéljék el. A miniszterelnököt érték bírálatok pártján, a Munkáspárton belül azok részéről, akik elleneznek bármiféle háborút, és másik oldalról azok támadták, akik szerint a szerbek önvédelemből támadtak. Egy hónappal a háború vége előtt, 1999. április 22-én egy chicagói beszédben hozta nyilvánosságra a Nemzetközi Közösség Doktrínáját.
1999-ben megkapta Aachen városának a Karlspreis díját, amelyet azok kapnak, akik sokat tettek az európai álom megvalósulásáért és a kontinens békéjéért.

## Második ciklusa: 2001–2005
A 2001-es általános választásokat megelőző kampányban Blair a hangsúlyt a közszolgáltatások, azon belül is elsősorban az NHS és az oktatási rendszer fejlesztésére helyezte. A konzervatívok ezzel szemben az euróövezetből való kimaradás mellett érveltek, ami nem igazán hatott a bizonytalan szavazókra. A hatalmon lévő párt elsöprő arányú győzelmet aratott, s ezzel Blair lett az első két teljes ciklust kitöltő munkáspárti miniszterelnök. Emellett a választás az alacsony részvételi arány miatt is emlékezetes marad.
2001. szeptember 11-én New Yorkban és Washingtonban történt terrortámadás után az Egyesült Királyság gyorsan az USA segítségére sietett, s létrehozták a afganisztáni háború megindításához szükséges haderőt. Ezen a napon aktiválta diplomáciai lehetőségeit, hogy megmutassa, hogy el mer utazni olyan országokba is, ahova a világ más vezetői nem mernének elmenni, mivel annyira veszélyes területek. Winston Churchill óta ő volt az első brit, akit az amerikai kongresszus a kongresszusi medállal kitüntette. Az indoklás szerint azért kapta a díjat, mivel „megbízható és mindig segítőkész szövetségese volt az Amerikai Egyesült Államoknak”. A média rámutatott, hogy Blairnek részt kellett vennie a ceremónián, hogy átvehesse a medált. Néhány kommentátor Blair politikájának a közvéleményben kialakult negatív visszhangját emeli ki. Ezen kívül 2003-ban az Ellis Island Medal of Honourral tüntették ki „a szeptember 11-ét követően az Amerikai Egyesült Államokkal szemben tanúsított gyors segítségnyújtásért”.

### Iraki háború
Blair nagy segítséget nyújtott George W. Bushnak 2003-ban az iraki invázió lebonyolításához. Nemsokára a háborút pártolók egyik legfőbb figurájává vált, akivel szemben Jacques Chirac, az ellenzők legfőbb szószólója állt.
Blairék azért támadták meg Irakot, mivel úgy gondolták, hogy az ország tömegpusztító fegyverek előállítását tűzte ki célul. Egy 2002 júliusából származó, 2005 áprilisában napvilágra került feljegyzés szerint Blair azt hitte, hogy a brit közvélemény, ha ezt jó politikai környezetben tálalják neki, támogatni fogja a rendszerváltást. Ugyanakkor ez a dokumentum bebizonyítja, hogy a hadműveletek megindításának nagyon gyenge indokai voltak a nemzetközi jog értelmében. 2002. szeptember 24-én a kormány nyilvánosságra hozott egy dossziét, ami a hírszerzés értesüléseire alapozva azt állítja, hogy Iraknak tömegpusztító fegyverei vannak. Ennek az irattömbnek a megállapításai között szerepel, hogy „ha az iraki csapatok erre parancsot kapnak, 45 percen belül képesek kémiai vagy biológiai fegyverek bevetésére”.
46 ezer brit katonát, a szárazföldi haderő egyharmadát vitték Irakba, az ország lerohanásának segítésére. Mikor a háború után nyilvánvalóvá vált, hogy Iraknak nem volt tömegpusztító fegyvere, a két iratanyag és Blair háború előtti kijelentései vizsgálóbizottság elé került. Sok munkáspárti tag – köztük többen voltak, akik a háborút támogatták – volt a kritizálók között. A sikeres független vizsgálat eredménye azt mutatta ki, hogy Blair olyanokat állított, melyeket ő maga akkor igaznak vélt, de Lord Buttler jelentése megemlíti, hogy a kormány jelentése a hírszerzés információiról néhány helyen túloz. A vizsgálatba bevonták a Lordok Házát is. A főbíró Lord Hutton és Lord Buttler volt.
A „terrorizmus elleni harc” kezdete óta politikájában jelentős szerepet kapott a külpolitika és George W. Bush külpolitikáját nagyban támogatta. Ezt sok oldalról bírálják. Pártja a 2005-ös választásokon a harmadik ciklust is megnyerte, de az alsóházban lévő többségük jelentősen lecsökkent.

### Belpolitikája
Miután a közszolgáltatások színvonalának emelésének ígéretével megnyerte a 2001-es választásokat, 2002-ben megemelték az adókat (ezeket a konzervatívok láthatatlan adóknak nevezték), hogy tudják valamiből finanszírozni az egészségügyi és az oktatási reform kiadásait.
2006. szeptember 7-én bejelentette, hogy lemond pártvezetői, illetve miniszterelnöki, valamint azzal járó egyéb tisztségeiről is. Pártelnöki megbízatásáról 2007. május 10-én, többi posztjáról 2007. június 27-én mondott le, ezek mindegyikében pártbéli legfőbb riválisa, Gordon Brown követte a párton belüli választások eredményeképp.

## Magyarul megjelent művei
- Új-Britannia, ahogy én képzelem; Alexandra, Pécs, 2004
- Utazás; ford. Kiss Marianne, Orzóy Ágnes; Kossuth, Bp., 2011